# Grässjön (Finnerödja socken, Västergötland)
Grässjön är en sjö i Laxå kommun i Västergötland och ingår i Motala ströms huvudavrinningsområde. Sjöns area är 0,008 kvadratkilometer och den är belägen 174 meter över havet.